# Gigaspora gigantea
Gigaspora gigantea är en svampart som först beskrevs av T.H. Nicolson & Gerd., och fick sitt nu gällande namn av Gerd. & Trappe 1974. Gigaspora gigantea ingår i släktet Gigaspora och familjen Gigasporaceae.   Inga underarter finns listade i Catalogue of Life.